# Арлюк
Арлю́к (рос. Арлюк) — селище у складі Юргинського округу Кемеровської області, Росія.

## Населення
Населення — 1760 осіб (2010; 1869 у 2002).
Національний склад (станом на 2002 рік):
- росіяни — 95 %